# Оринокский агути
Оринокский агути (лат. Dasyprocta guamara) — вид грызунов рода агути семейства агутиевые.

## Ареал
Встречается в штате Дельта-Амакуро, Венесуэла. Значительная часть ареала находится в дельте реки Ориноко, из-за чего вид и получил своё название. Высота проживания над уровнем моря 0-30 м.

## Образ жизни
Это дневной наземный вид, обитает на затопленных территориях с тропической или мангровой растительностью. Питается фруктами и семенами.